# セバスティオン・マルコス・バルボーザ・ジ・オリヴェイラ
マルコス（Marcos）ことセバスティオン・マルコス・バルボーザ・ジ・オリヴェイラ（ポルトガル語: Sebastião Marcos Barbosa de Oliveira、1976年6月21日 - ）は、ブラジルの元サッカー選手。ポジションはGK。
パラナ・クルーベで長く活躍し、同クラブのゴールキーパーとしては歴代最多出場の365試合の記録を有している。

## クラブ歴
パラナ州に生まれ、パラナ・クルーベで選手となり6年間レギュラーとして活躍した。2003年1月にプリメイラ・リーガのCSマリティモに移籍すると不動のレギュラーとなり、1988年から1996年までマリティモで守護神を務めたエヴェルトン・マシャドが引き合いに出される活躍を見せた。2004-05シーズン、クラブは7位に終わったもののその堅守から最優秀ゴールキーパーに選ばれた。2009年に33歳で移籍するまでレギュラーとして活躍した。
2009年にACレナーテに移籍。2010年7月にエドゥアルドとパヴェウ・キェシェクを失ったSCブラガに移籍したものの出場機会は少なく、2012年1月に放出。CDフェイレンセに加入した。その後古巣のパラナ・クルーベに復帰し、2017年末に引退した。